# Вільям Ейткен
Вільям Ейткен (англ. William Aitken, також відомий як Біллі Ейткен і Джордж Ейткен, 2 лютого 1894, Пітергед — 9 серпня 1973, Ґейтсгед) — шотландський футболіст, що грав на позиції нападника. По завершенні ігрової кар'єри — тренер.
Виступав, зокрема, за клуб «Ньюкасл Юнайтед».
Володар Кубка Англії з футболу. Володар Кубка Франції.

## Ігрова кар'єра
У дорослому футболі дебютував виступами за команду «Іринтіллок». Згодом з 1916 по 1920 рік грав у складі команд «Квінз Парк», «Рейнджерс» та «Порт Вейл».
Своєю грою за останню команду привернув увагу представників тренерського штабу клубу «Ньюкасл Юнайтед», до складу якого приєднався 1920 року. Відіграв за команду з Ньюкасла наступні чотири сезони своєї ігрової кар'єри. Більшість часу, проведеного у складі «Ньюкасл Юнайтед», був основним гравцем атакувальної ланки команди. За цей час виборов титул володаря Кубка Англії з футболу 1924 (у фіналі не грав).
Протягом 1924—1928 років захищав кольори клубів «Престон Норт-Енд», «Корлей», «Норвіч Сіті» і «Бідефорд Тон».
У 1928—1930 роках був граючим тренером «Ювентуса». У ролі гравця зіграв у складі клубу лише 4 товариських матчі.
Далі був граючим тренером французьких клубів «Канн» та «Реймс». Завершив ігрову кар'єру в команді «Антіб», за яку виступав протягом 1936—1939 років.

## Кар'єра тренера
Розпочав тренерську кар'єру, ще продовжуючи грати на полі, 1928 року, очоливши тренерський штаб клубу «Ювентус». Керував командою у 86 матчах, 67 з яких були офіційними. Останній для нього сезон в клубі став першим, коли італійська система футбольних ліг постала в своєму нинішньому форматі Серії А. У цьому сезоні Ейткен завоював разом з «Ювентусом» 3-є місце. У 1929 році брав участь з командою в Кубку Мітропи, де, однак, уже в 1/4 фіналу «Ювентус» поступився за сумою двох матчів  празькій «Славії» (1:0, 0:3).
1930 року став головним тренером команди «Канн», тренував команду з Канн чотири роки. Виграв з командою кубок Франції 1932 року. У фіналі Ейткен грав у складі, а Канн переміг з рахунком 1:0 «Рубе».
Протягом тренерської кар'єри також очолював команди «Реймс» та «Антіб».
Останнім місцем тренерської роботи був клуб «Юніон», головним тренером команди якого Вільям Ейткен був з 1947 по 1948 рік.
Помер 9 серпня 1973 року на 80-му році життя у місті Ґейтсгед.

## Титули і досягнення
- Володар Кубка Англії з футболу (1):

«Ньюкасл Юнайтед»: 1923–1924
- Володар Кубка Франції (1):

«Канн»: 1931—1932